# اینگار نوردلوند
اینگار نوردلوند (انگلیسی: Ingar Nordlund; ۱۷ آوریل ۱۹۲۲ – ۱۸ دسامبر ۱۹۹۸) اسکیت‌باز سرعت اهل نروژ بود.